# Sigmundsherberg
Sigmundsherberg is een gemeente in de Oostenrijkse deelstaat Neder-Oostenrijk, gelegen in het district Horn (HO). De gemeente heeft ongeveer 1800 inwoners.

## Geografie
Sigmundsherberg heeft een oppervlakte van 47,95 km². Het ligt in het noordoosten van het land, ten noordwesten van de hoofdstad Wenen en iets ten zuiden van de grens met Tsjechië.
Altenburg · Brunn an der Wild · Burgschleinitz-Kühnring · Drosendorf-Zissersdorf · Eggenburg · Gars am Kamp · Geras · Horn · Irnfritz-Messern · Japons · Langau · Meiseldorf · Pernegg · Röhrenbach · Röschitz · Rosenburg-Mold · Sigmundsherberg · Sankt Bernhard-Frauenhofen · Straning-Grafenberg · Weitersfeld
- Gemeinsame Normdatei: 4054935-5
- Library of Congress Control Number: n82152092
- Nationale Bibliotheek van Tsjechië: xx0085118
- Nationale Bibliotheek van Israël: 987007567089305171
- Virtual International Authority File: 147774139